# رائد (بحرية)

شارة رائد في البحرية الأمريكية، وشارة الأكمام والكتف

رائد أو اللفتنانت كوماندر (وهو أيضا ملازم أول ، واصطف LCdr ،  LCdr.  أو LCDR   ) هو رتبة ضابط في العديد من القوات البحرية. رتبة متفوقة على ملازم وتحت المقدم. الرتبة المقابلة في معظم الجيوش (القوات المسلحة) والقوات الجوية هي رائد، وفي سلاح الجو الملكي وغيرها من القوات الجوية للكومنولث هو قائد سرب.
رمز رتبة الناتو هو في الغالب OF-3. 
الرائد هي رتبة ضابط كبير في الإدارة أو مسؤول تنفيذي ( الثاني في القيادة ) في العديد من السفن الحربية وتركيبات الشاطئ الأصغر، أو الضابط القائد لسفينة/منشأة أصغر.  هم أيضا كبار ضباط الإدارة في أسراب الطيران البحرية.

## المملكة المتحدة

### البحرية الملكية

البحرية الملكية

الشارة التي يرتديها الرائد في سلاح البحرية الملكية عبارة عن خطين متوسطين مع شريط ذهبي رفيع يمتد بينهما على خلفية زرقاء/سوداء داكنة. الشريط العلوي لديه حلقة في كل مكان المستخدمة في جميع شارات رتب ضباط RN، باستثناء رتبة ضابط السفينة. يتبع سلاح الجو الملكي البريطاني هذا النمط برتبة مكافئة قائد السرب.

## كندا

البحرية الكندية الملكية

في البحرية الكندية الملكية، هي رتبة بحرية مساوية للرائد في الجيش أو القوات الجوية، وهي أول رتبة ضابط كبير. 

## باكستان

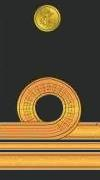
شارة رائد الباكستاني.

تستخدم هذه الرتبة أيضًا في البحرية الباكستانية. 